# Dielo
Dielo někdy VIA Dielo je bývalá sovětská a gruzínská populární hudební skupina vytvořená v roce 1961 původně jako pěvecký kvartet, od poloviny šedesátých let jako vokální a instrumentální ansámbl (VIA).

## Historie
Pěveckou skupinu Dielo založili v roce 1961 členové estrádního orchestru Rero Giorgi Leonidze, Vachtang Kikabidze, Soso Ebralidze a Amiran Ebralidze. Dielo patřilo k první vlně sovětských vokálních a instrumentálních ansámblů (VIA) v bývalém Sovětském svazu. Například proti Oreru se však vyznačovalo větší náročností na ucho posluchače. Koncem šedesátých let zbyl z původní čtveřice pouze Amiran Ebralidze. V roce 1967 přestoupil Vachtang Kikabidze do Orera. Soso Ebralidze dostal možnost vést vlastní hudební ansámbl Cicinatela. Počátkem sedmdesátých let Dielo naznačovalo orientaci na hudební styl jazz fusion. V hudbě se objevovaly prvky funku a odvážné prvky psychedelické. V polovině sedmdesátých let se do skupiny vrátil Soso Ebralidze. Amiran Ebralidze soubor opustil v roce 1979, když přijal nabídku kapelníka orchestru Rero. Ráz ansámblu zanikl v osmdesátých letech.

## Členové

### Původní složení (1961–196?)
- Amiran Ebralidze
- Vachtang Kikabidze
- Soso Ebralidze
- Giorgi Leonidze

### Zpěváci v 70. a 80. letech dvacátého století
- Amiran Ebralidze (umělecký ředitel do 1979)
- Soso Ebralidze (umělecký ředitel od 1979) – 1976–198?
- Gigi Gabunija
- Tamaz Gabunija
- Marsel Kapanadze
- Davit Turiašvili
- Gogi Kalandadze
- Geno Fiolija
- Enver Chmyrov
- Viktor Akopov
- Gija Čirakadze
- Zaza Mgebrišvili
- Inga Peradzeová
- Michail Popchadze
- Šota Kopalejišvili
- Suliko Panozišviliová

a další

## Diskografie

### Studiová alba
- 1971 — Dielo
- 1972 — Dielo, Dobrila Čabrićová
- 1972 — Dielo II
- 1975 — Dielo
- 1976 — Dielo
- 1977 — Zpívající trubky
- 1981 — Dielo